# Villa du Châtelet
La Villa du Châtelet est une maison située sur la rive sud du lac Léman, à Évian-les-bains, en Haute-Savoie. 
Cet édifice privé n’a pas encore fait l’objet d’un classement au titre des monuments historiques mais figure parmi les éléments de patrimoine remarquables de la ville d'Évian. 
Il est un témoin exemplaire de l’architecture de villégiature qui s’est développée dans la ville thermale durant le dernier quart du XIXe siècle. Avec sa tourelle octogonale, il ressemble à un petit château de la fin du XVIe siècle français, dans lequel s'expriment les tendances historicistes et éclectiques propres à l’architecture des débuts de la IIIe République. Bien que propriété privée, la villa est actuellement ouverte au public et abrite une association culturelle destinée à la promotion du patrimoine évianais et lémanique.

## Historique
La villa fut construite vers 1896 pour Jean-Charles Alexandre Taillefer (1852-1949), avocat-conseil de l’ambassade de France à Londres. Elle constitua sans doute la résidence d’été de la famille Taillefer jusqu’en avril 1906, date à laquelle elle fut vendue à Arthur Jacques Sérasset, négociant à Évian-les-Bains et Jean-Marie Émile Lavirotte, industriel demeurant à Lyon.

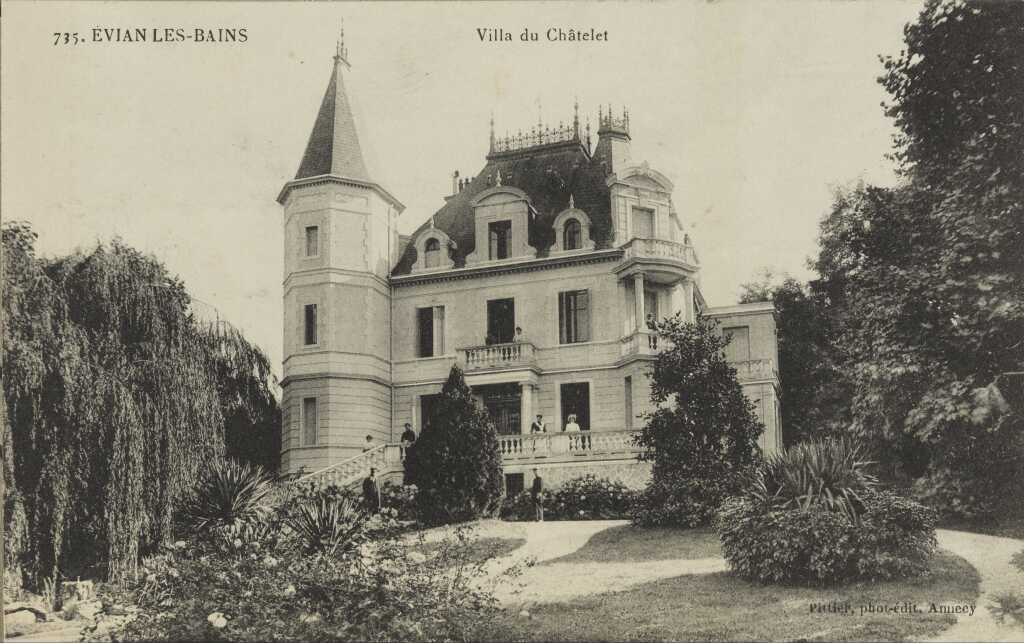
La villa du Châtelet vers 1910 (carte postale d'Auguste et Ernest Pittier).

Grâce à la présence de deux sources d’eau sur le terrain vendu par Taillefer, les acquéreurs décident de créer en 1908 une société anonyme dénommée « Société des sources d’eaux minérales du Châtelet » ayant pour principal objet « l'exploitation de sources d'eaux minérales et autres (tant à Evian-les-Bains, qu'en tous autres lieux, en France et à l’étranger) ; l'exploitation d'immeubles bâtis ou non bâtis pour ladite entreprise ou pour des objets pouvant la faciliter et la favoriser, tels que établissements de traitement d'hydrothérapie ou de distractions, hôtels, pensions, maisons de cure et de repos, magasine [sic], entrepôts, etc. ».

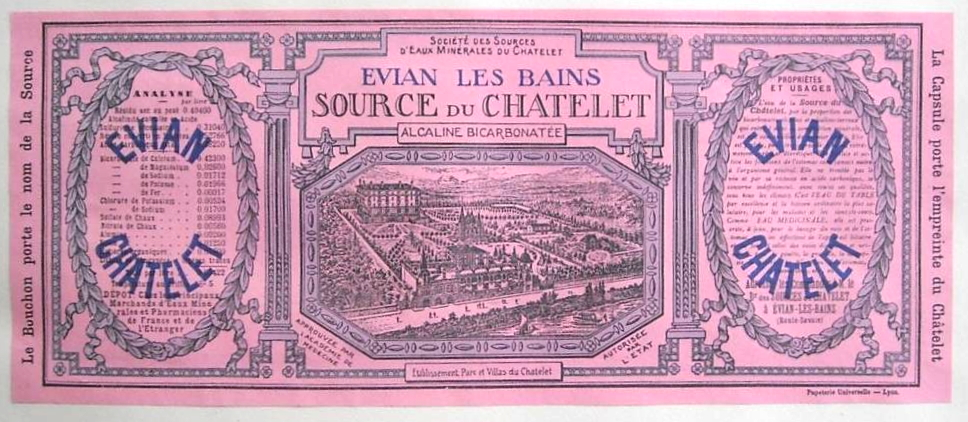
Étiquette d'une bouteille d'eau de la Source du Châtelet (en exploitation entre 1908 et 1926).

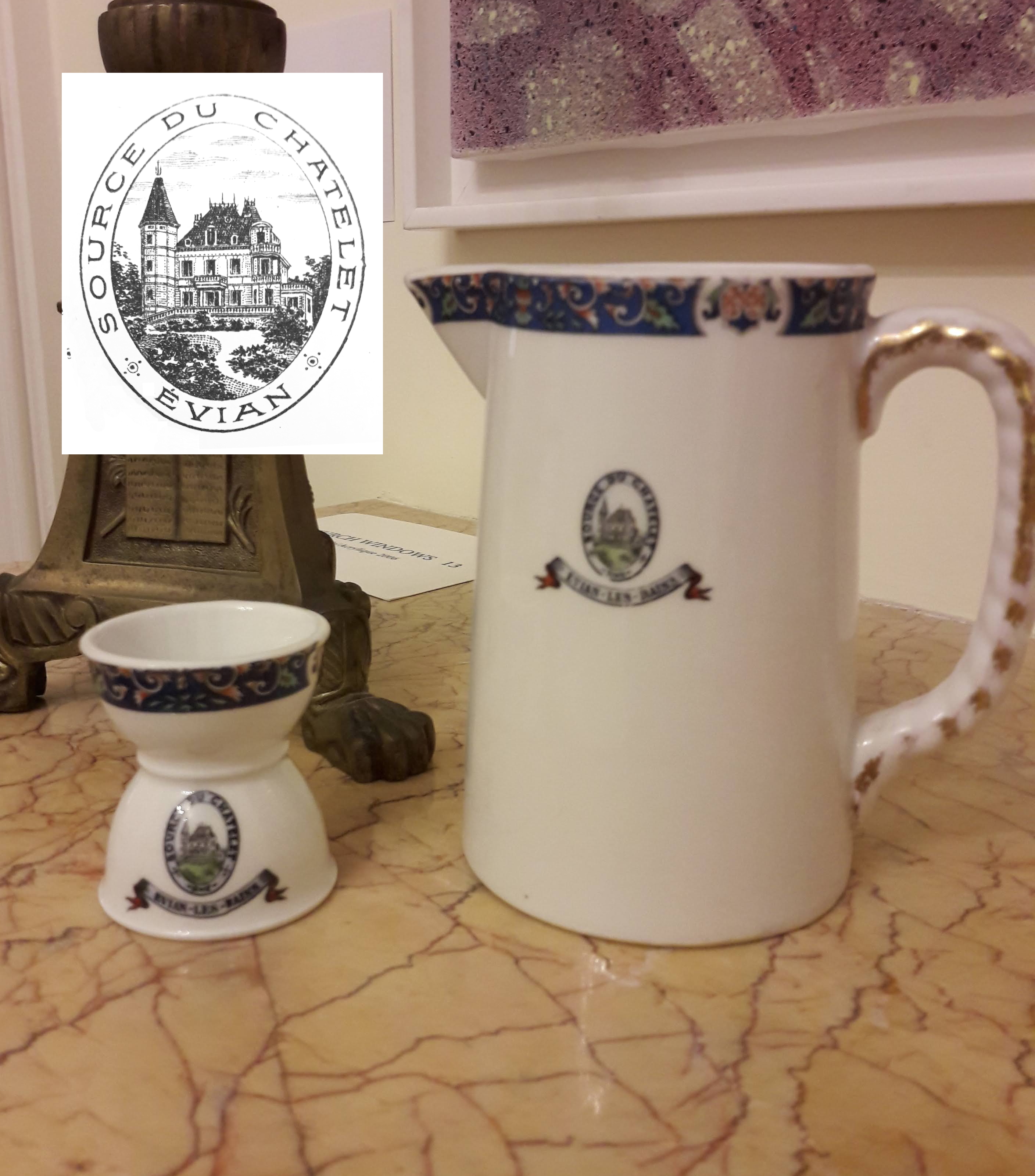
Le logo de la Source du Châtelet reproduit sur la vaisselle de l'ancien hôtel.

Il est probable que les fondateurs de la société donnèrent à la villa le nom de « Châtelet », en raison de son allure de petit château. Ils choisissent alors d’en faire l’emblème de leur entreprise : l’élégante silhouette de l’édifice fera désormais office de logotype sur divers supports de leur société (papiers à lettre, cartes postales, vaisselle, etc.). 
L’industriel Jean-Marie Emile Lavirotte avait pour frère le célèbre architecte Jules Lavirotte (1864-1929) et fait appel à ses talents pour développer ce qui devient bientôt le « domaine du Châtelet ». Il concevra ainsi à partir de 1910 plusieurs édifices : un grand établissement thermal de style Art nouveau (en partie disparu), un grand établissement hôtelier dénommé « Grand hôtel du Châtelet », un kiosque rustique construit en rocailles et abritant une buvette, un gracieux et pittoresque petit bâtiment de style cottage, abritant les pièces de service de l’hôtel et les chambres destinés aux personnels de l’établissement. Peu avant la Première Guerre mondiale, la villa du Châtelet se retrouve ainsi au cœur d’un grand complexe thermal et hôtelier de plus de 17 000 m2. Elle est désormais une annexe du grand hôtel et ses pièces à vivre sont pour la plupart reconverties en chambres à coucher.

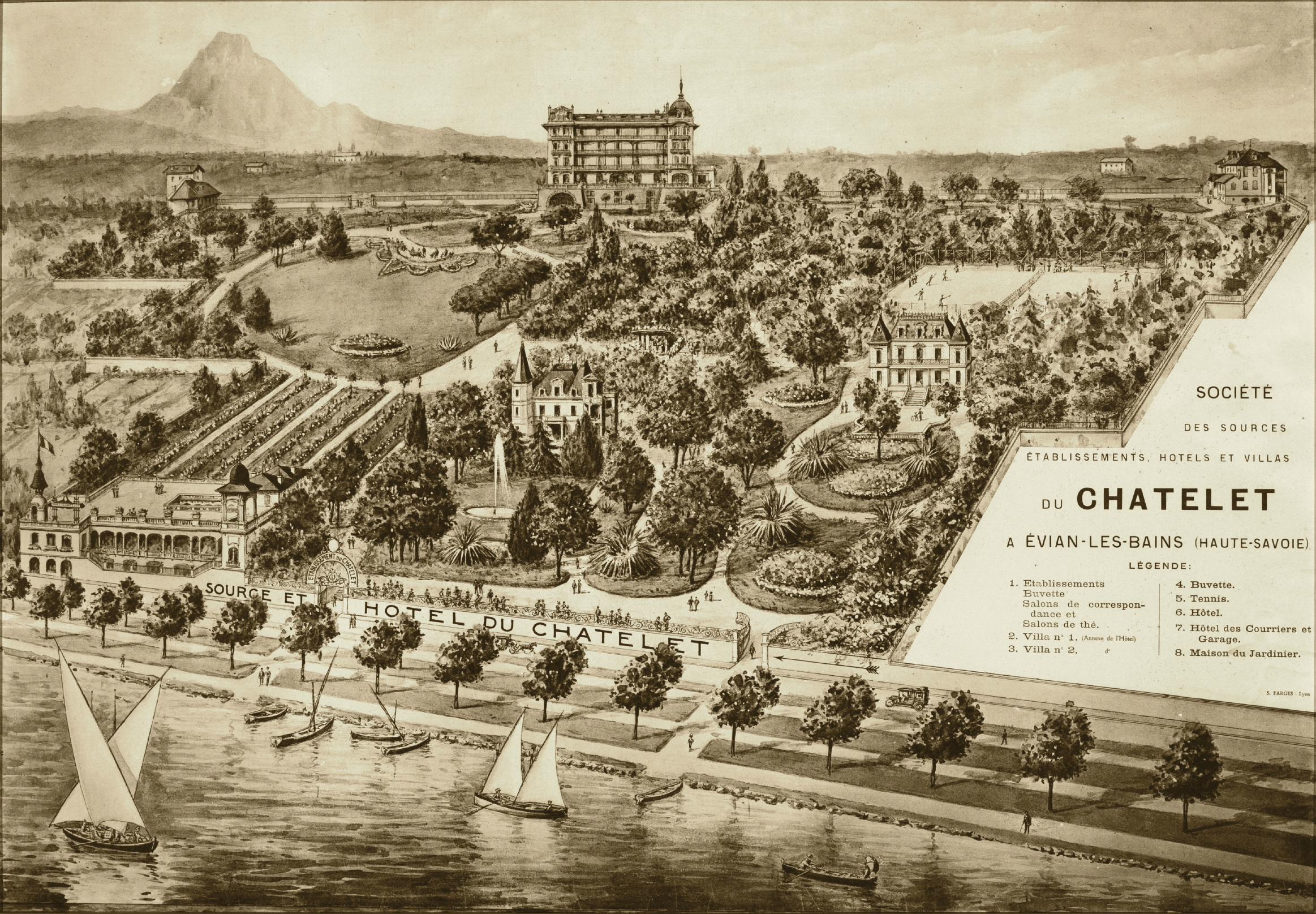
Société des sources, établissements, hôtels et villas du Châtelet à Évian-les-Bains, vue générale (vers 1913, édition S. Farges, Lyon). On distingue bien la villa au centre de la gravure.

En 1936, dix ans après l'interruption de son activité thermale, la société du Châtelet revend son domaine à un hôtelier évianais, Ernest Floret qui va rebaptiser le grand hôtel du nom de « Grand hôtel du Parc ». Afin de développer sa nouvelle entreprise, Ernest Floret revendra en 1942 la villa du Châtelet au médecin orthopédiste lausannois, Placide Nicod (1876-1953). Après plus de trente années d’activité hôtelière, la villa retrouve donc sa première destination de maison familiale et de résidence secondaire. En 1962, les accords d'Évian mettant fin à la guerre d'Algérie sont signés dans l'hôtel du Parc.

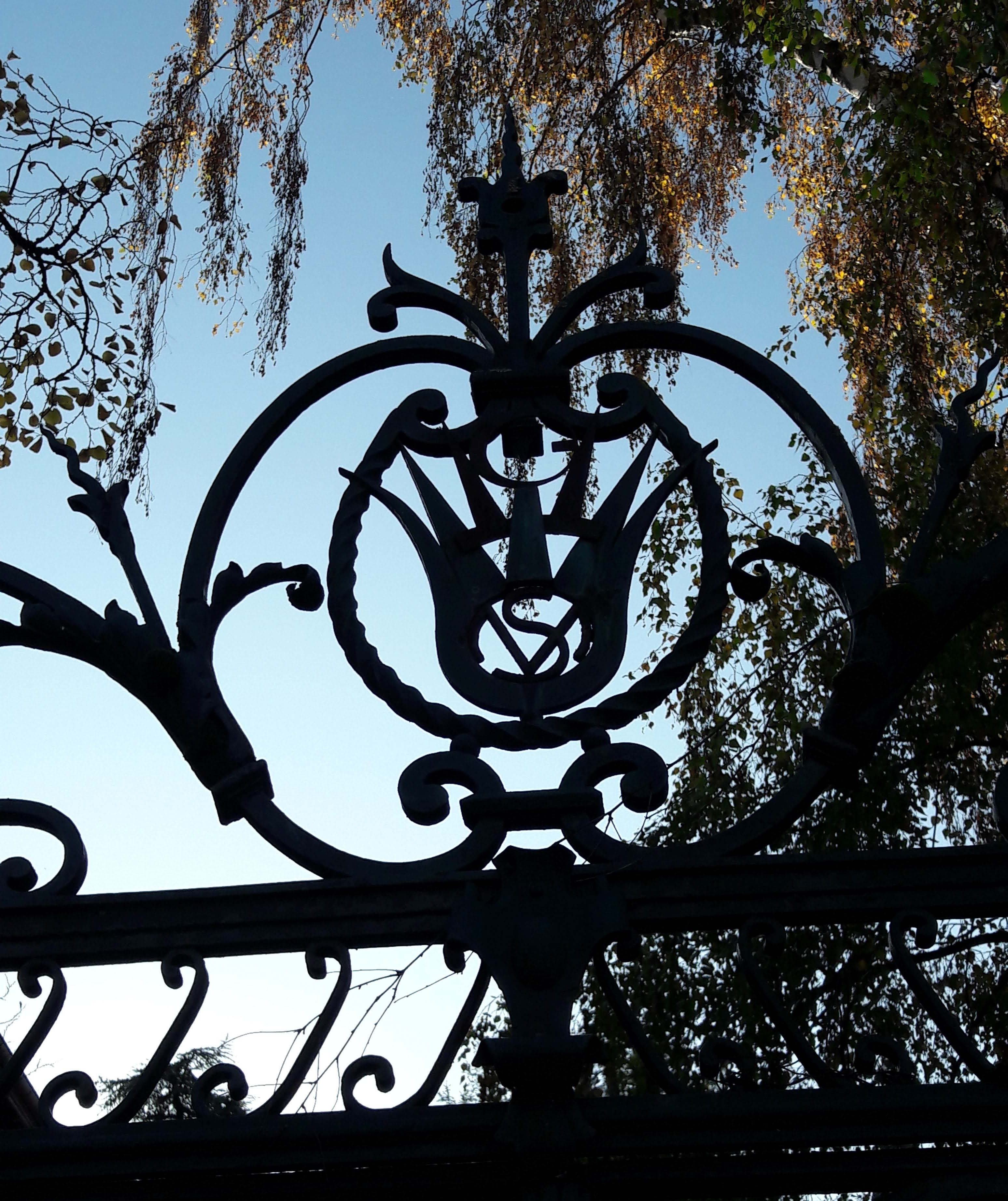
Détail d'un portail de la villa réalisé dans les années 1980, avec le monogramme « MS » (Mohamed Sharara).

La famille Nicod conservera la villa jusqu’en 1980, date à laquelle elle est revendue à Mohamed Sharara, architecte égyptien. La spéculation immobilière est forte à cette époque à Évian-les-Bains et il semblerait que le nouveau propriétaire ait été tenté de raser la villa pour la remplacer par un immeuble, destin connu par une villa voisine (la villa du colonel Cornet, ancienne villa de repos du domaine du Châtelet). Heureusement, l’architecte succombera au charme de sa propriété et la conservera jusqu’en 2012. Sharara n’a pas engagé de travaux de rénovation de la maison. Il a toutefois à son actif la restauration du portail oriental de la villa et la fabrication du portail occidental, plus grand mais dans un style rigoureusement identique au premier, grâce aux talents d’un célèbre maître ferronnier de la région, Claude Bétemps. Détail amusant : Mohamed Sharara a laissé la marque de son passage en souhaitant que son monogramme couronne les deux ouvrages de fer forgé.
Entre 2012 et 2015, les nouveaux propriétaires de la villa, Maryleine et Peter Cerutti, restaurent l’édifice de fond en comble, lui redonnant son charme et son lustre d'antan. En 2015, la villa est mise à la disposition de la Ville d'Évian qui la valorise par l'organisation d'événements culturels ponctuels.  

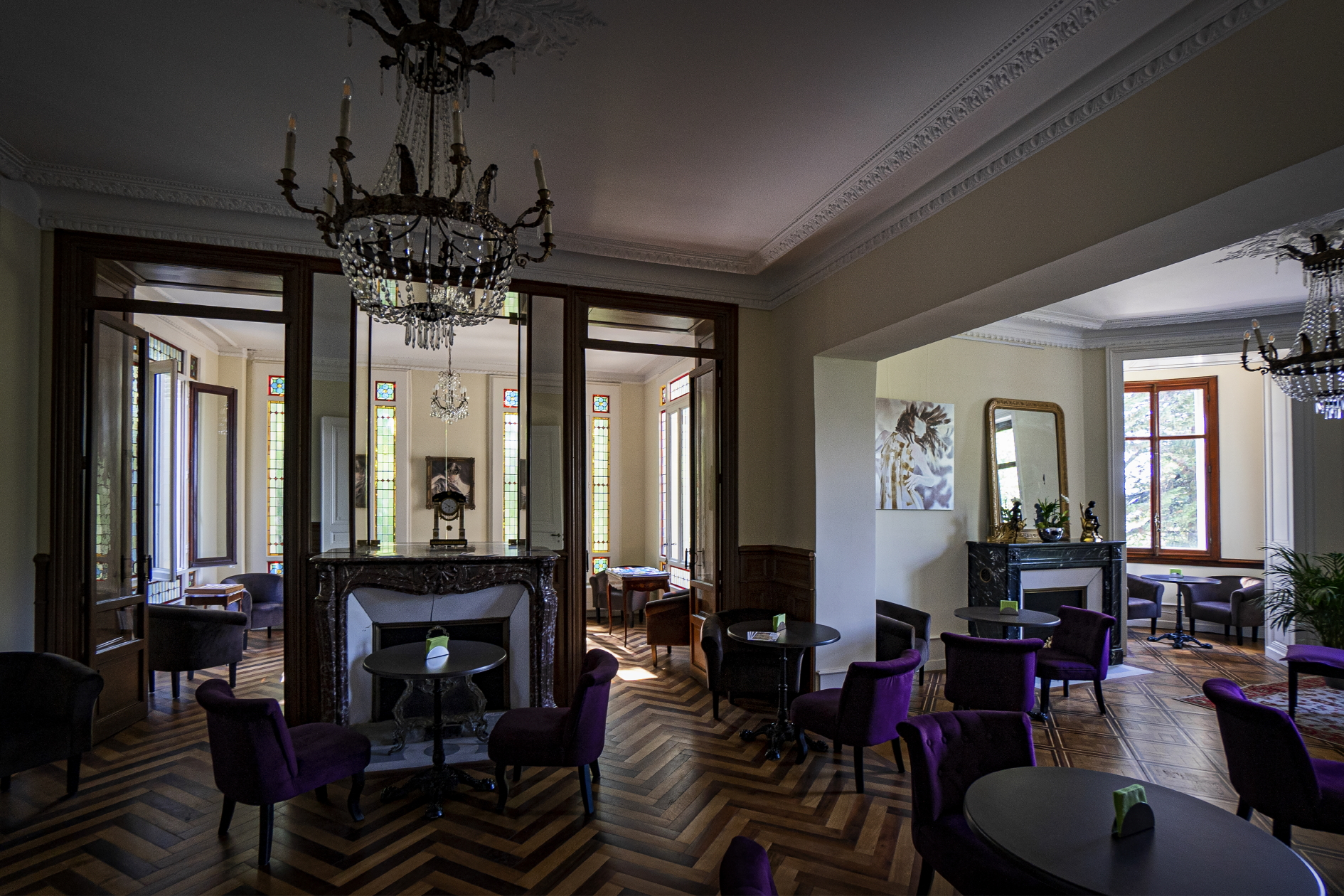
Les salons de la villa dans leur état actuel (2020).

En avril 2019, la villa est finalement confiée aux « Amis de la Villa du Châtelet - Cercle culturel lémanique », association culturelle loi de 1901 ayant pour principal objet de promouvoir le patrimoine évianais et régional. Ouverte au public toute l’année, la villa présente deux expositions permanentes : « Évian, une fabuleuse histoire » et « Féminin pluriel : l'œuvre peint de Peter Cerutti ». Elle permet aussi à ses visiteurs de profiter d'un lieu unique : « Un salon s'improvise salon de thé et accueille certains amateurs de jeux de société mis à leur disposition, un autre propose une ambiance feutrée, propice à la lecture et, deux à trois fois par mois, le grand salon de la Villa se métamorphose en salle de conférences ou de concerts lors des « Soirées de la Villa ». À la recherche du temps perdu sans doute... le Cercle culturel lémanique prolonge le charme d'un certain art de vivre proustien et offre une délicieuse parenthèse. »

## La construction

### Aspects extérieurs
La villa fut peut-être construite sur des plans de l’architecte et décorateur genevois Paul Pélissier (1869-1923) qui travaillait à la même époque au sein du cabinet évianais de César Engler à l’aménagement et la décoration de la villa Lumière (actuel Hôtel de ville de la ville d'Évian). Bien que d’une facture plus simple, la villa du Châtelet présente certaines similitudes avec cette dernière, notamment dans le style de sa toiture et de ses terrasses. Comme la villa Lumière, la villa du Châtelet a été conçue dans un style éclectique inspiré de la Renaissance française, et proche du néo-Louis XIII, très en vogue entre 1890 et 1900. 

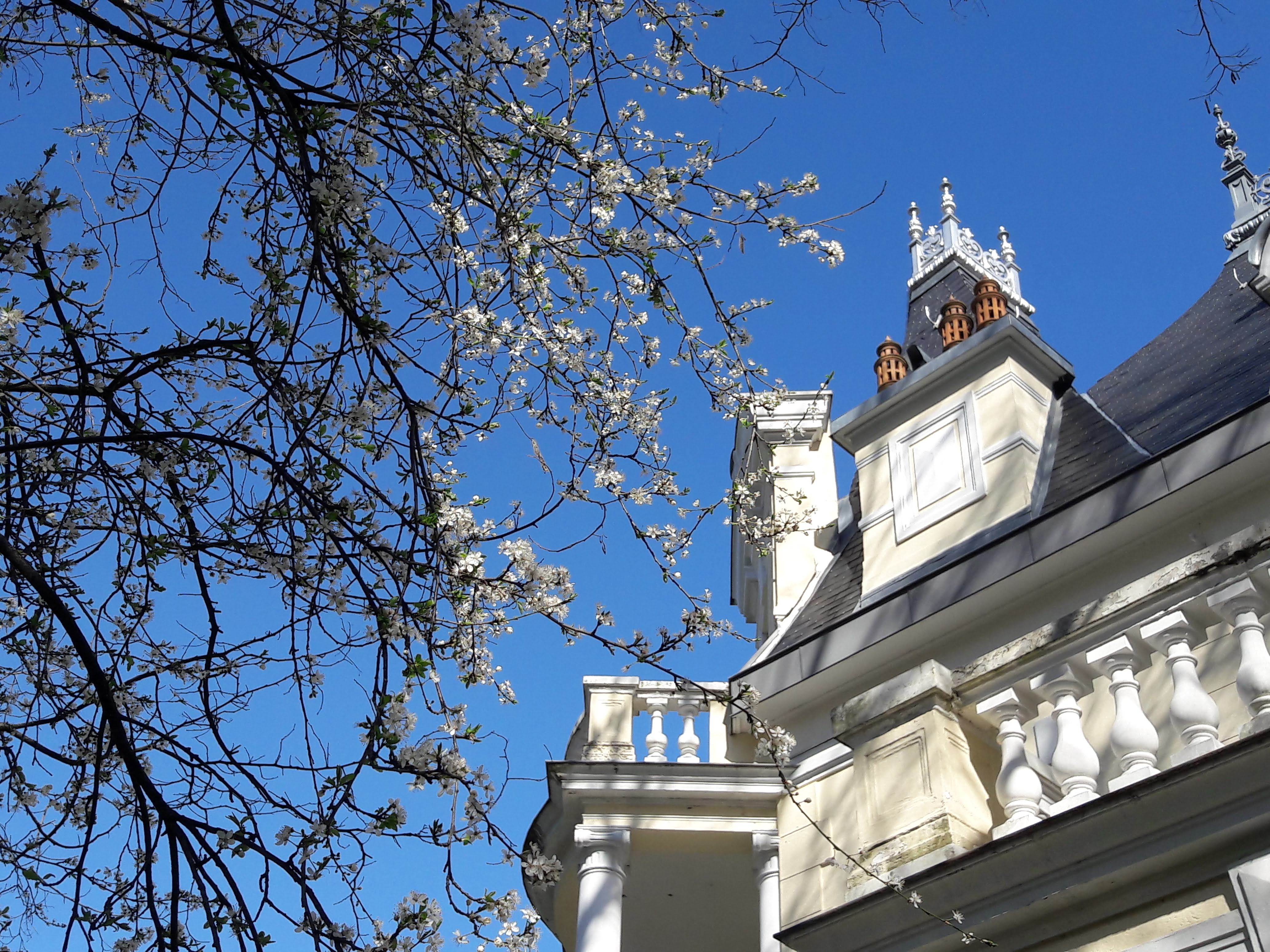
Aperçu de la toiture de la villa.

Ce style se caractérise par des combles pentus, recouverts d’ardoise, animés par des lucarnes et des œils-de-bœuf et par un jeu de toitures, réhaussées par des épis en zinc et des crêtes faîtières. Ces éléments confèrent à l’édifice un mouvement ascendant accentué par la déclivité du terrain. 
Le corps central du bâtiment s’élève sur cinq niveaux (rez inférieur, rez supérieur, 1er niveau, 2e niveau, combles) représentant une surface globale de 750 m2 (sous-sols et combles compris). Sur la façade nord, le corps principal est flanqué d’un côté d’une tour octogonale et de l’autre d’un oriel surmonté de deux terrasses et d’un petit pavillon, ayant pour effet de créer une élégante dissymétrie. Sur la façade sud, un porche s’avance hors œuvre, surmonté d’une terrasse. L’ensemble de l’édifice se caractérise par ses nombreuses ouvertures et ses points de vue sur le paysage extérieur : il compte pas moins de 7 terrasses et balcons et près d’une cinquantaine de fenêtres.

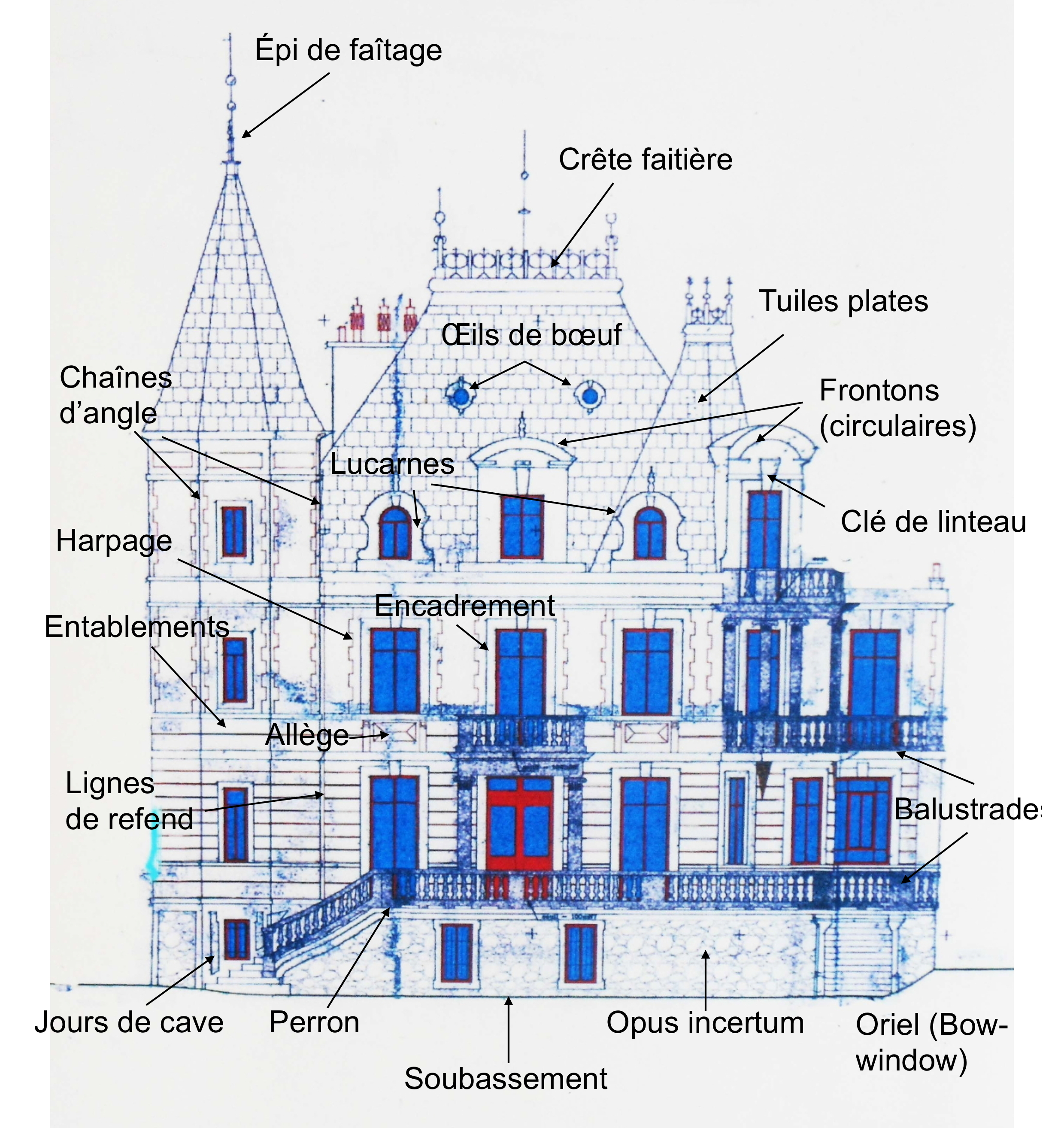
Modénature de la façade nord de la villa.

Le soubassement de la maison est en pierre de taille de Meillerie, traitée en opus incertum. Il soutient un monumental perron, garni d’une rangée de balustres de ciment en forme de poire, qui constitue l’accès principal de la demeure. Cet accès comprend sur sa façade nord un porche hors œuvre, flanqué de deux colonnes de style ionique portant balcon. La façade du rez-supérieur est structurée par des lignes de refend, les autres niveaux et les encadrements de fenêtres étant délimités par des chaînes d’angles harpées. La couleur générale des fonds de façade est jaune pâle ; les chaînes d’angle, les entablements et encadrements de fenêtres sont gris clair ou blancs. 

### L’intérieur de la villa
La répartition des pièces est conforme à la tradition des maisons bourgeoises : pièces de service au rez-inférieur ; pièces de réception au rez-supérieur ; chambres aux étages. 
Les statuts de la Société des sources du Châtelet donne en 1908 une description assez précise des pièces de la maison et de leur fonction d’origine : « au rez-de-chaussée, vestibule, formant hall, deux salons, salle à manger, petit salon, fumoir, cuisine et véranda vitrée ; au premier étage, trois grandes chambres, et divers cabinets de toilette et une salle de bains; au second étage, trois chambres de maitre et chambres d'enfants ou de service. »
Bien que privée de son mobilier d’origine, l’intérieur de la villa du Châtelet conserve tout son intérêt, notamment en raison de l’excellente conservation de ses pièces de réception (situées au rez supérieur). 
Moins spectaculaire, toutes les pièces des étages conservent néanmoins leur parquet et leurs cheminées d’origine. Leurs divers balcons et terrasses avec vue sur le lac Léman et le parc, tout comme les formes arrondie des lucarnes du second étage, leur confèrent un charme particulier. 

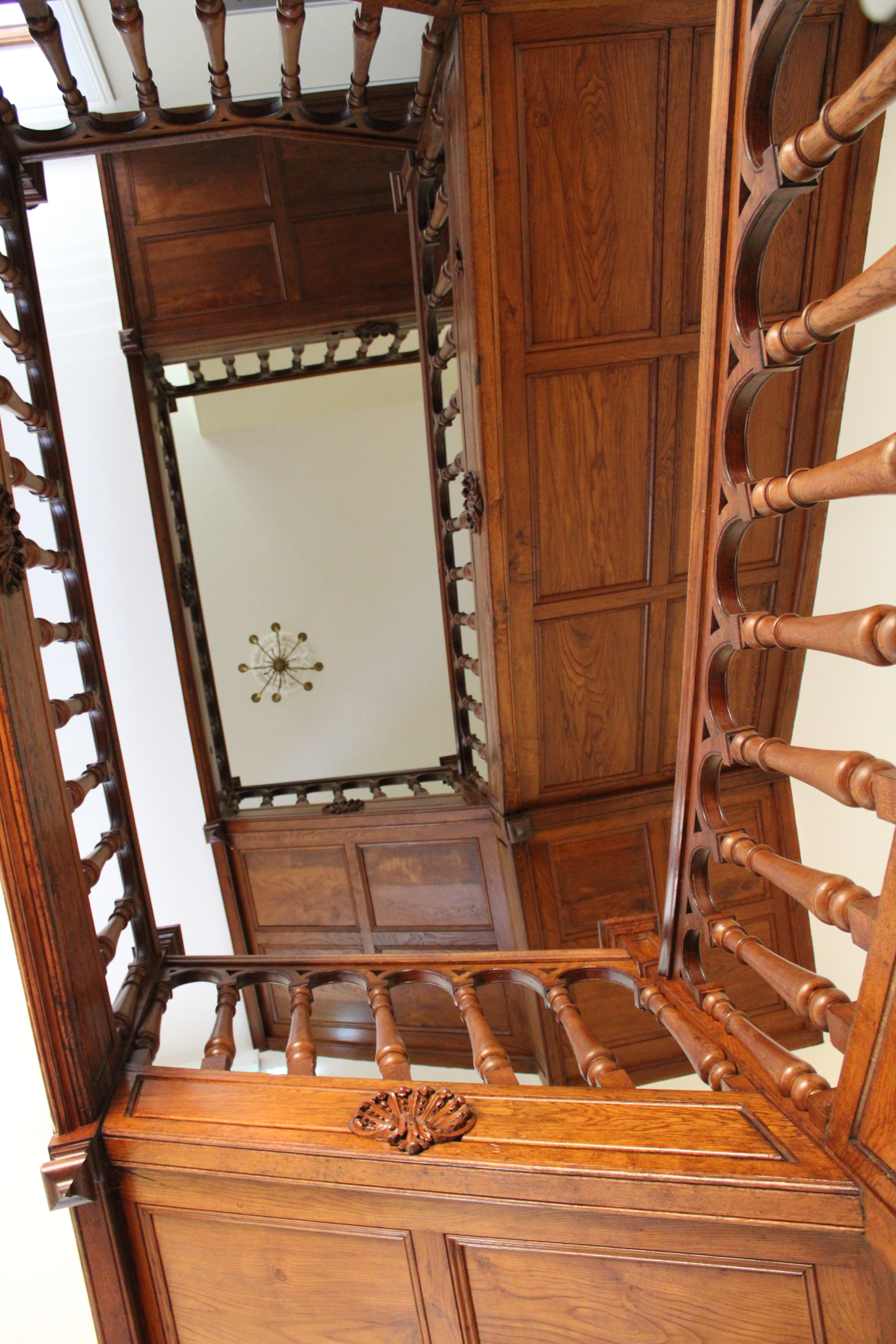
Le grand escalier de la villa.

Les trois principaux niveaux de la maison (rez supérieur, premier et second niveau) sont reliés par un imposant escalier de bois, droit à trois volées et deux paliers de repos marquetés, de style néo-Renaissance (à balustres ronds rampants). L’espace des combles, entièrement lambrissé de bois, est naturellement éclairé par cinq œils de bœuf et laisse apparaître la belle structure de la charpente du toit, avec deux croix de saint André.

### Description des pièces de réception (rez supérieur)
Les pièces du rez supérieur méritent une attention particulière car elles conservent les éléments de décoration les plus caractéristiques de l’édifice. Sur une surface d’environ 130 m2, le rez-supérieur offre cinq pièces de séjour, une pièce de service et deux vestibules (halls d’entrée).  

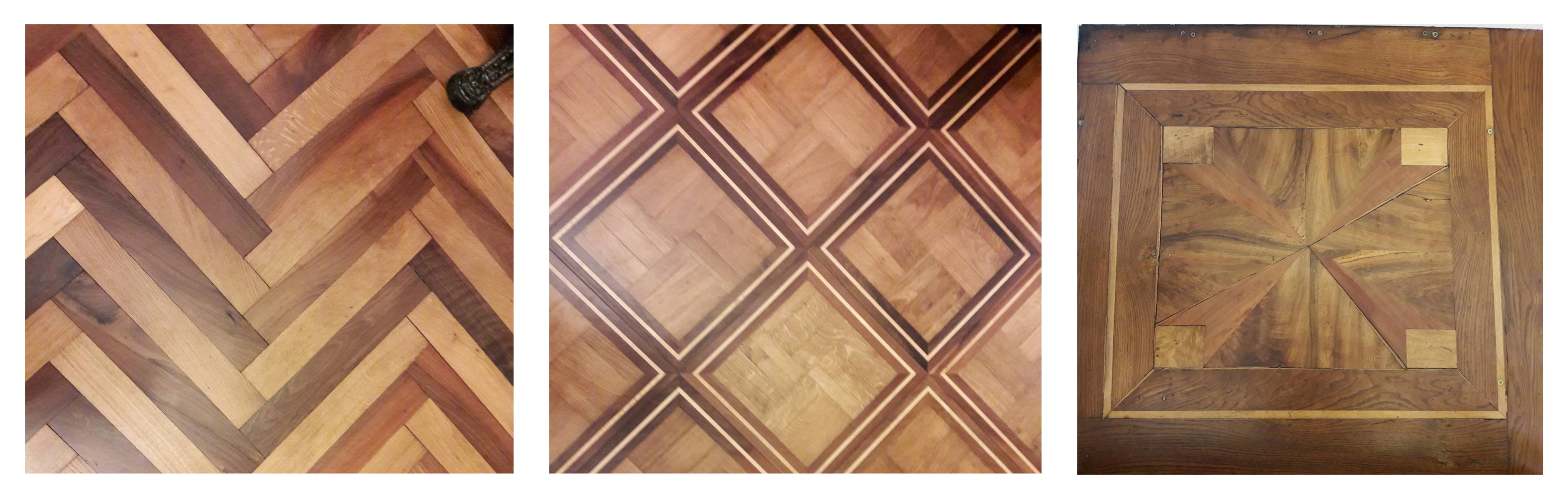
Divers parquets de la villa : à bâtons rompus, en damier et la marqueterie des paliers de repos du grand escalier.

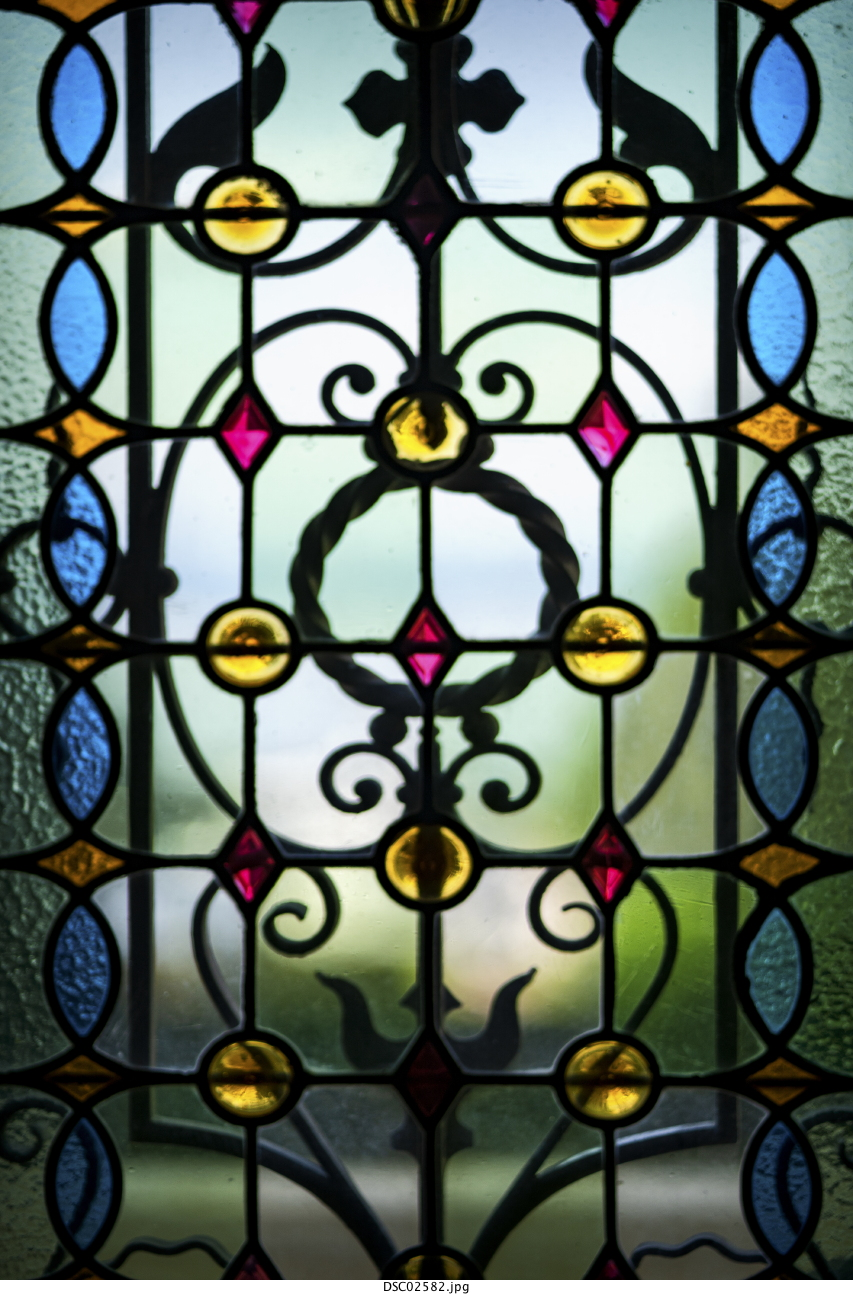
Détail du vitrail de la porte d'entrée.

Le vestibule septentrional constitue à l’origine l’entrée principale de la maison. On y accède par un imposant perron de pierre et un porche hors œuvre, flanqué de deux colonnes de style ionique portant balcon. La porte d’entrée en bois massif comprend deux vantaux avec grille en fonte et imposte répétante. Ses vitres intérieures sont ornées de vitraux colorés. Au sol de ce vestibule, on observe un beau parquet à damiers, composé de trois essences ligneuses : chêne, noyer et érable. On retrouve ce même parquet dans les espaces adjacents au vestibule qui constituaient autrefois les principaux salons de la villa. On y accède par deux hautes portes à double battant de style néo-classique, surmontées d’un fronton. Les deux salons sont tous deux ornés d’une cheminée de marbre noir de style Louis XVI. Le salon occidental se distingue par un bow-window (oriel) dont la baie principale est incurvée, épousant l’arrondi de la structure. Le salon oriental donne quant à lui accès à un petit salon de forme octogonale, situé dans la tour de la villa, dont les baies sont ornées de vitraux colorés.

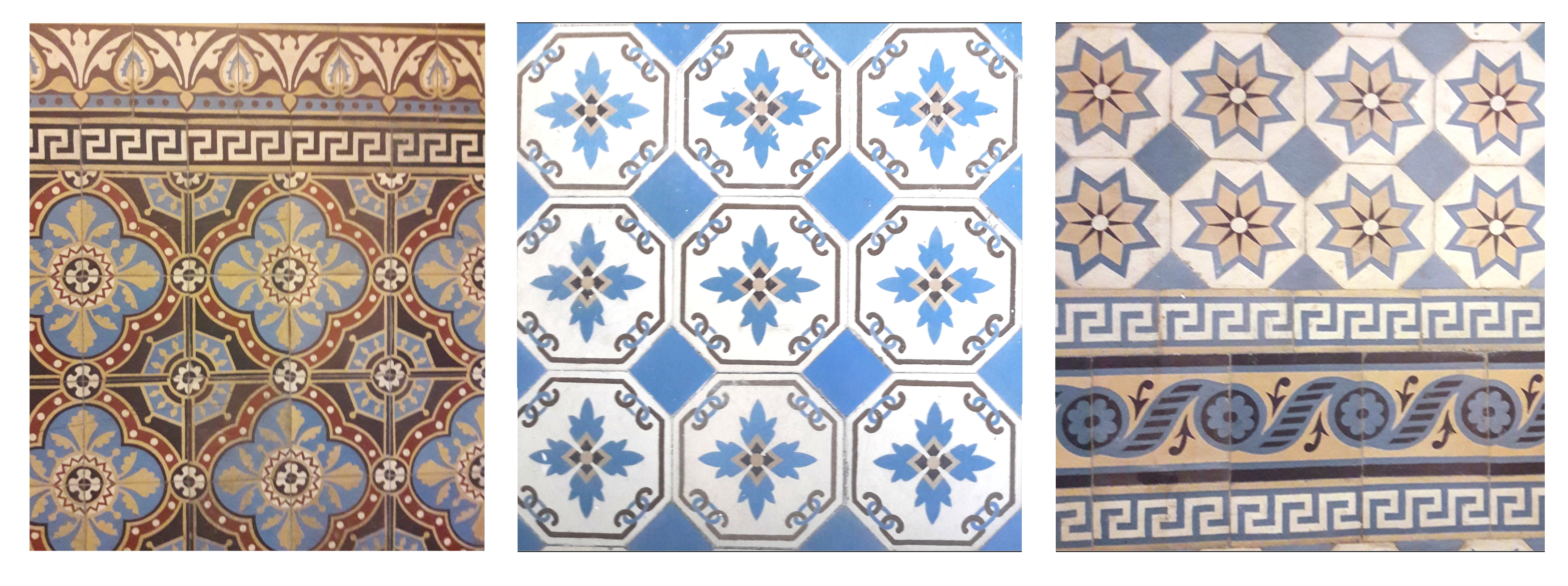
Divers motifs des carreaux ciment de la villa.

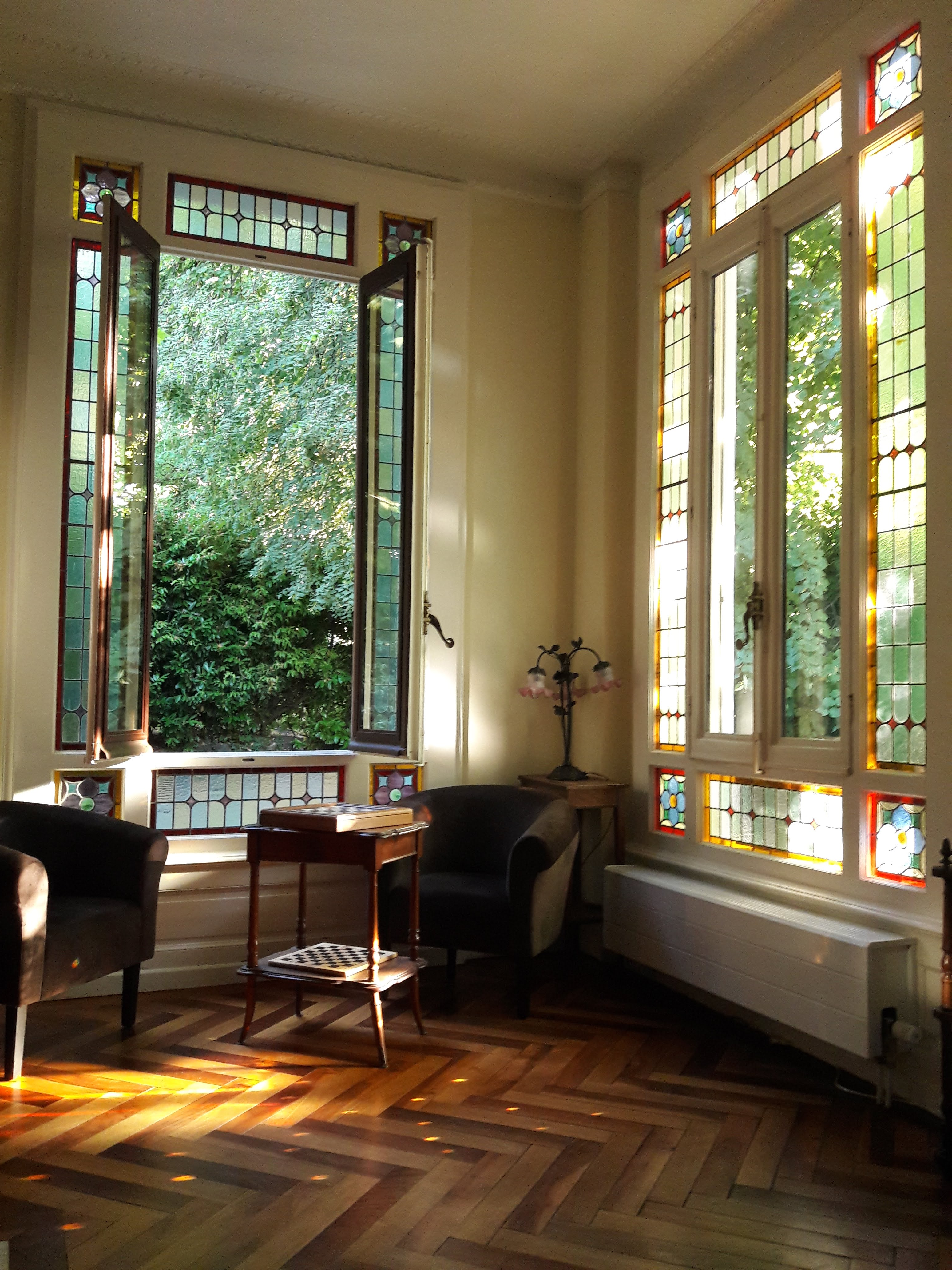
L'ancien fumoir de la villa, orné de vitraux colorés.

Le vestibule méridional coïncide avec la grande cage de l’escalier de bois conduisant aux étages. Son sol est recouvert de carreaux ciment aux motifs floraux caractéristiques de la fin du XIXe siècle.  Sur sa partie orientale, il conduit à un petit escalier donnant accès au rez-inférieur (sous-sols) de la villa et à une pièce de service utilisée autrefois comme cuisine. Sur sa partie occidentale, il donne accès par une grande porte à double battant à l’ancienne salle à manger de la villa. Cette pièce est ornée d’une cheminée de marbre rouge de style Louis XV et d’un parquet de chêne et de noyer dit « à bâtons rompus » (différent du « point de Hongrie » dont les lames sont coupées suivant un angle de 45°). La pièce est remarquable à plusieurs points de vue : elle comprend une petite véranda dont les hautes baies encadrées de vitraux colorés permettent d’apercevoir la buvette du jardin et la riche végétation du parc. Sa cheminée est surmontée d’un espace ouvert, permettant de recevoir la lumière naturelle provenant d’un petit salon voisin, ayant à l’origine fonction de fumoir. Construite dans un pavillon ajouté au corps principal de la maison, ce petit salon est sans doute la pièce la plus pittoresque de la maison. Comme l’ancienne salle à manger, dont il est séparé par deux belles portes vitrées à double battant, il est décoré d’un parquet à bâtons rompus et d’une cheminée de marbre rouge. Mais ce sont surtout ces quatre fenêtres ornées de vitraux colorés qui lui donnent une atmosphère particulièrement chaleureuse. 

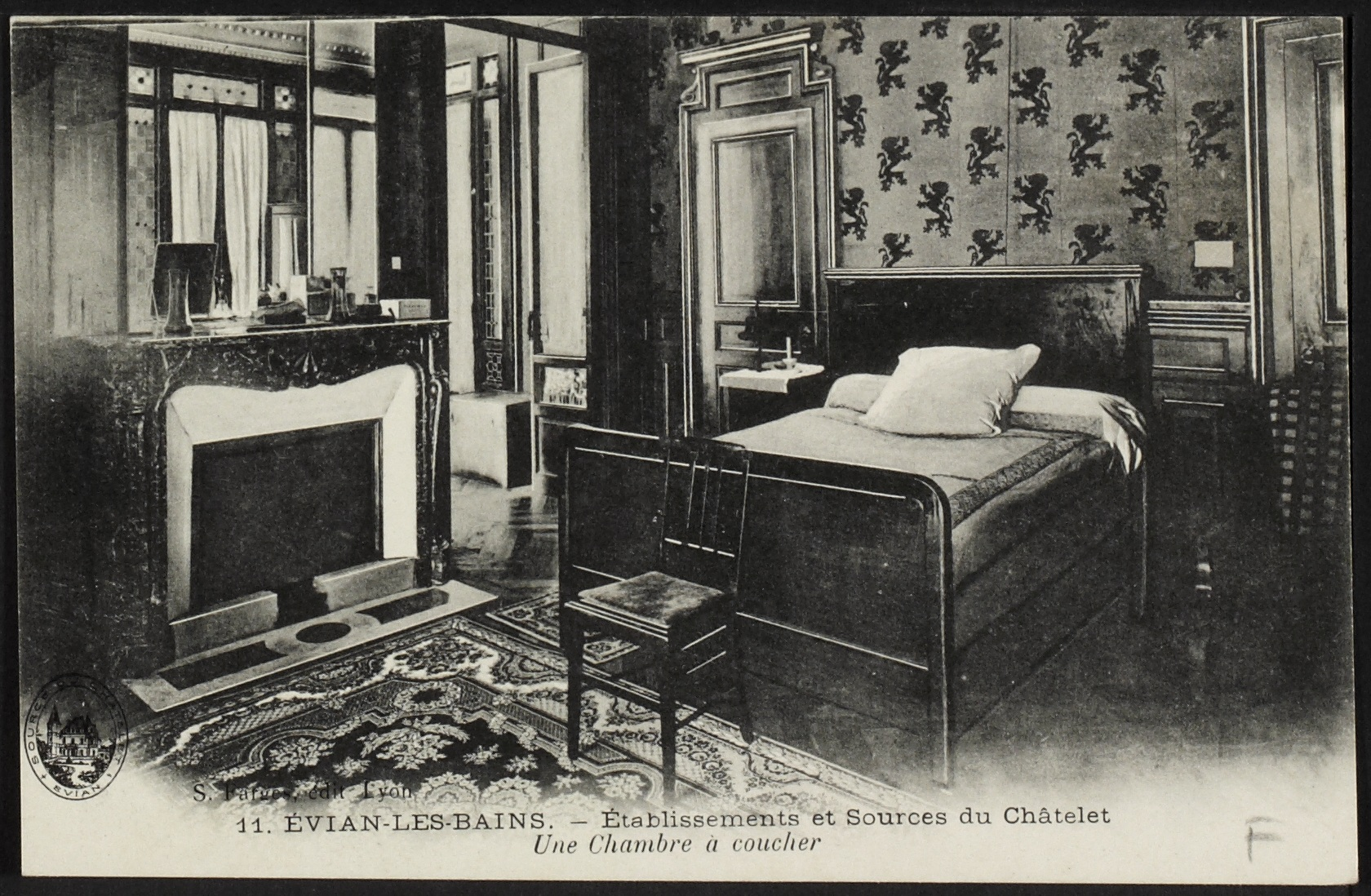
L'ancienne salle à manger transformée en chambre à coucher (carte postale des années 1910).

À l’époque où la villa du Châtelet fut utilisée comme hôtel, ces deux pièces furent transformées en chambre à coucher et en salle de bains, comme en témoignent deux cartes postales des années 1910. En 2012, les actuels propriétaires de la villa ont choisi d’ouvrir la paroi séparant l’ancienne salle à manger du salon occidental. Ce gain d’espace permet d’utiliser désormais les deux pièces comme un seul et unique grand salon et d’y organiser des soirées musicales et littéraires. 

## Le jardin
Intégré au début du XXe siècle dans un ensemble beaucoup plus important (de plus de 17 000 m2), le domaine actuel de la villa du Châtelet occupe une surface d’environ 2 200 m2 (maison incluse). 
Hormis les imposants buissons d’hortensias roses qui bordent le soubassement nord de la villa, il ne fait pas l’objet d’un fleurissement particulier. Il présente en revanche une belle collection d’arbres anciens : deux tilleuls à petites feuilles (tilia cordata) de plus de 20 mètres de haut, deux platanes à feuilles d’érable (platanus xhispanica), un grand cerisier (prunus cerasus), deux acacias (robinia pseudoacacia), un bouleau (betula) et plusieurs cyprès de Leyland. L’ensemble du jardin est bordé d’une importante haie de laurelles (ou laurier-cerise, prunus laurocerasus caucasica).

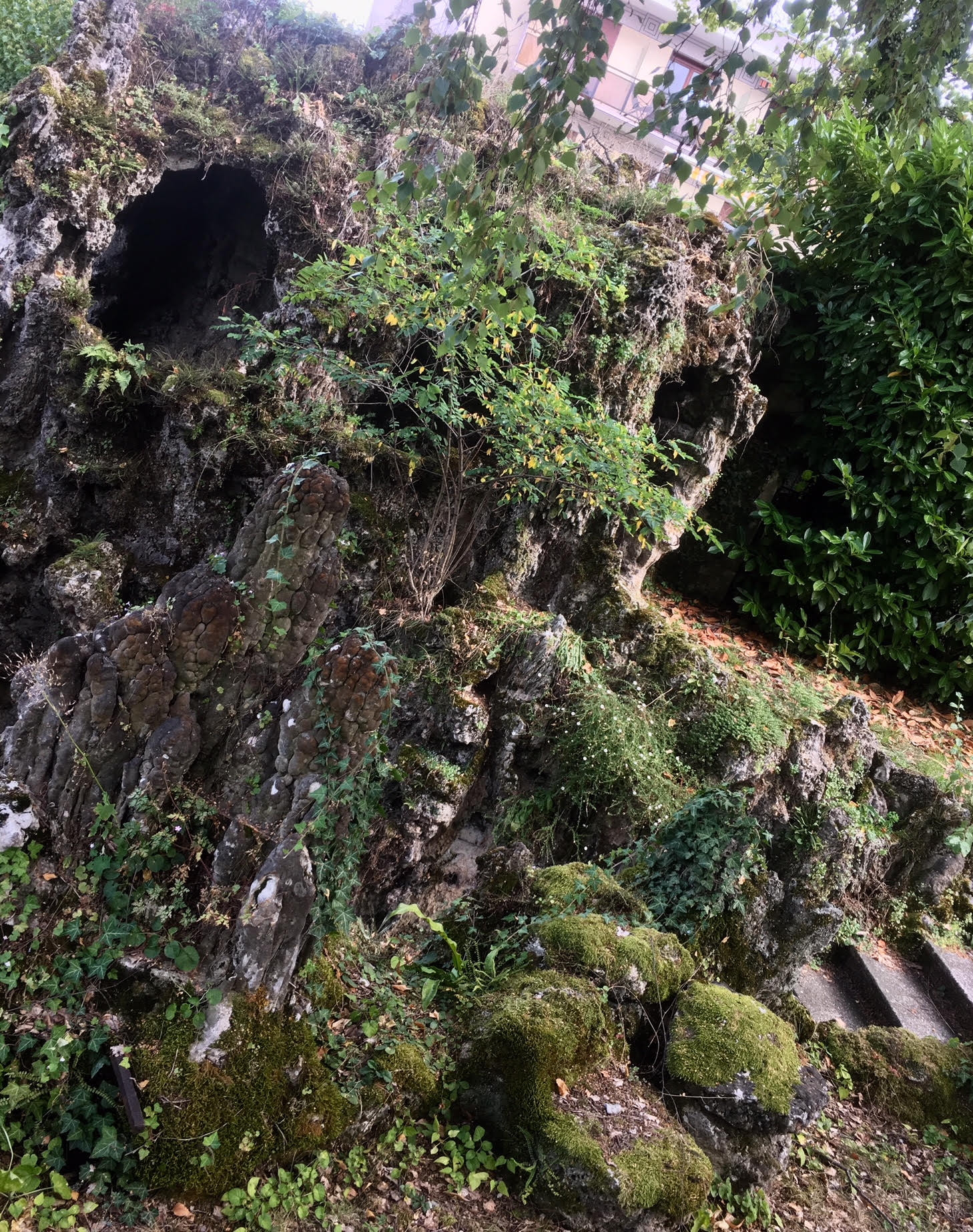
La petite grotte du jardin.

Aujourd’hui, l’intérêt historique du jardin tient pour l’essentiel à la conservation de divers décors et fabriques de rocailles qui l’apparente aux jardins maniéristes de la fin de la Renaissance. On peut ainsi remarquer une charmante grotte artificielle qui surplombe un ancien escalier de pierre (en bordure du quai Paul-Léger) ; l’entourage de rocailles de la pièce d’eau centrale ; une ancienne fontaine de rocailles dans la haie orientale de laurelles. 
L’élément le plus remarquable est cependant l’ancienne buvette du parc encore visible de nos jours. Malgré la disparition de sa couronne de pierres, cet élégant édicule en demi-cercle, conçu par l’architecte Jules Lavirotte, conserve intactes ses quatre colonnes d’inspiration maniériste, recouvertes de petites stalactites, et sa double descente d’escaliers conduisant au bassin de marbre de l’ancienne source. L’ensemble stimule l’imagination des visiteurs par son évocation des nymphées, ces sanctuaires antiques dédiés aux divinités des eaux.

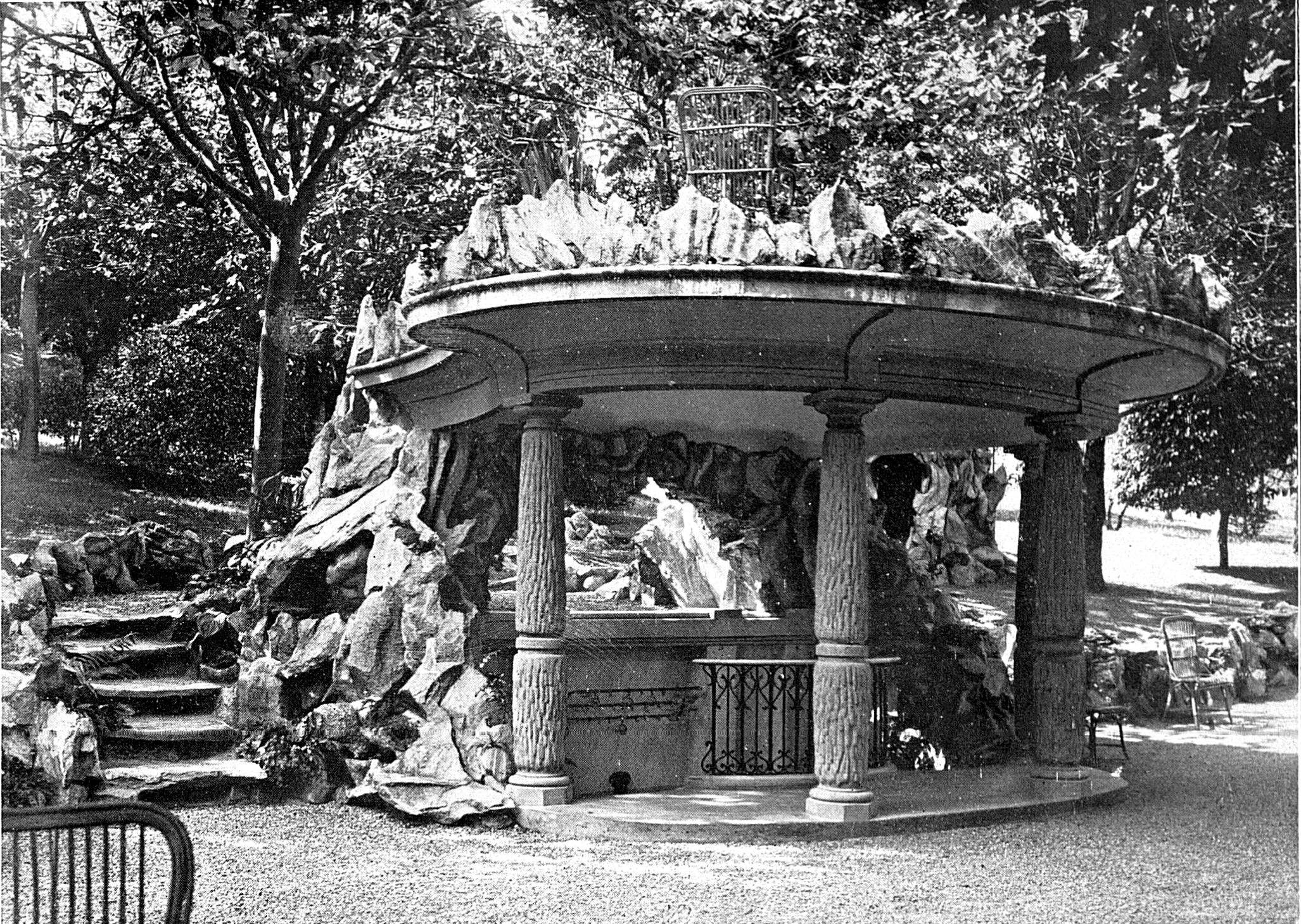
La buvette du parc de la Source du Châtelet vers 1910.
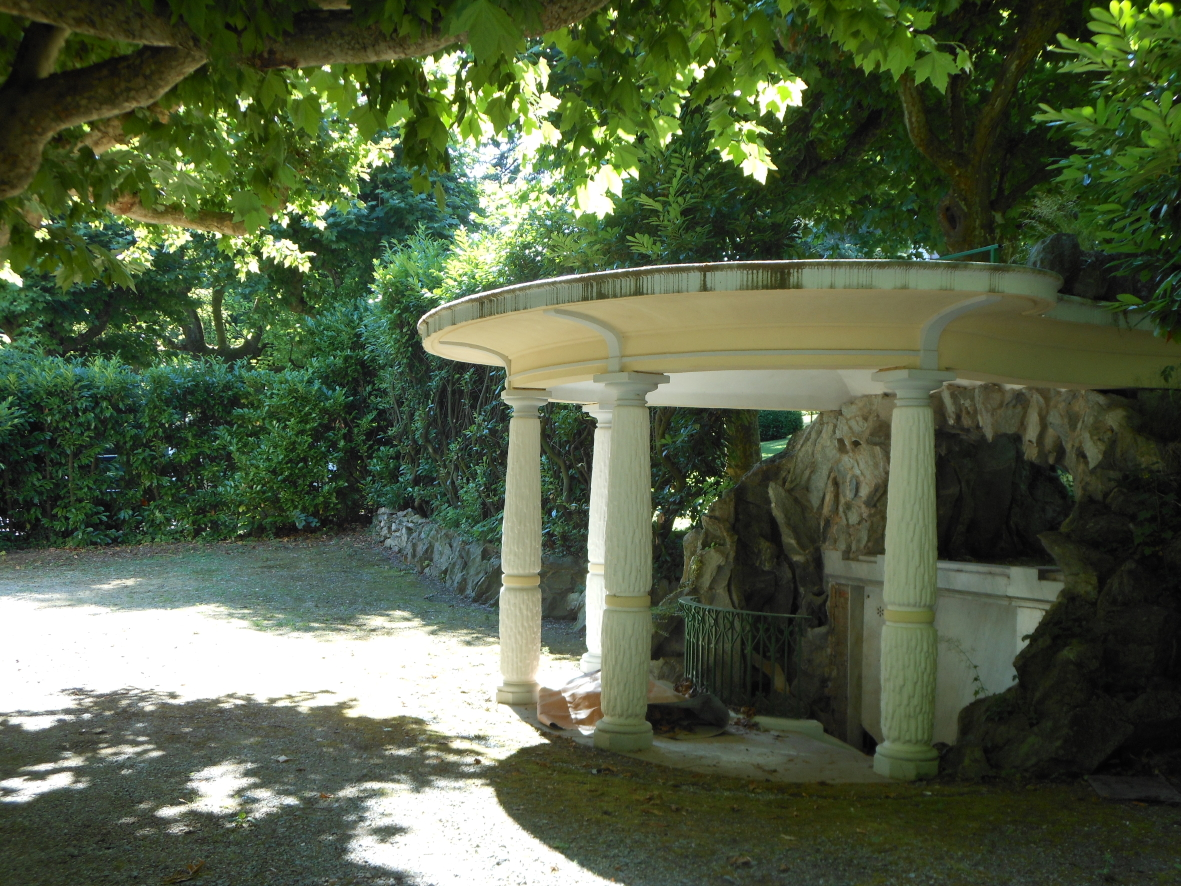
L'ancienne buvette aujourd'hui (2020)